# Open Nederlandse Fanfare Kampioenschappen

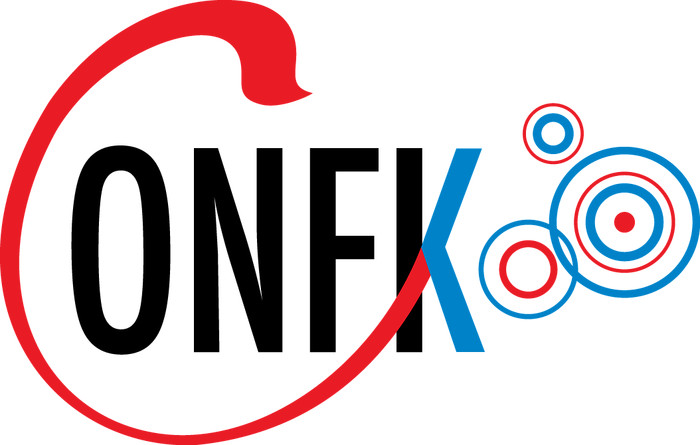

De Open Nederlandse Fanfare Kampioenschappen, kortweg ONFK (voorheen: Open Fryske Fanfare Kampioenschappen, kortweg OFFK) is een jaarlijks terugkerend muziekkampioenschap voor fanfare orkesten uit Nederland. Initiatiefnemer voor dit kampioenschap is de stichting Frysk Fanfare Festival.

## Geschiedenis
In 1982 werd een eerste festival georganiseerd met vier deelnemende fanfare orkesten, allen uit de provincie Friesland. Er bleek behoefte te zijn aan een dergelijk festival, niet in de minste plaats doordat er geen noemenswaardig festival was in Nederland, maar vooral ook omdat in de jaren daarna het aantal van vier deelnemers snel uitbreidde tot een groot deelnemersveld.
Na 27 jaar een festival te zijn geweest, werd besloten om er een kampioenschap van te maken. Dit doordat de roep vanuit fanfare orkesten in Nederland daartoe steeds luider werd. Zo werd voor het eerst in 2010 de Open Fryske Fanfare Kampioenschappen georganiseerd. Deze naam is een jaar later veranderd in Open Nederlandse Fanfare Kampioenschappen om op die manier een breder publiek aan te spreken.

## ONFK 2013
De vierde editie van dit kampioenschap werd gehouden op vrijdag 5 april en zaterdag 6 april 2013, in 'De Lawei' in Drachten.

## ONFK 2012
De derde editie van dit kampioenschap werden gehouden op vrijdag 27 april en zaterdag 28 april 2012, wederom in 'De Lawei' in Drachten.

### 1e divisie
Juryleden: Rob Goorhuis, Dirk Lautenbach en Danny Oosterman
| # | Orkest                        | Plaats       | Dirigent             | Punten |
| - | ----------------------------- | ------------ | -------------------- | ------ |
| 1 | Joost Wiersma                 | Eestrum      | Ido Gerard Kempenaar | 92     |
| 2 | Emergo                        | Castricum    | Erik van de Kolk     | 91     |
| 3 | Fanfareorkest CWO             | Groningen    | Thom Zigterman       | 89     |
| 4 | Fanfare Eendracht Maakt Macht | Oudega (ZWF) | Piet Groeneveld      | 88     |
| 5 | CMV Concordia                 | Oldebroek    | Marten van der Wal   | 87     |
| 6 | CMV De Bazuin                 | Tzummarum    | Marten Miedema       | 86     |
| 7 | Concordia                     | Middelstum   | Siemen Hoekstra      | 85     |

Verplicht uit te voeren werk is Spectrum of the Sky van Jan de Haan

### 2e divisie
Juryleden: Rob Goorhuis, Luuk Tuinstra en Tijmen Botma
| # | Orkest             | Plaats     | Dirigent          | Punten |
| - | ------------------ | ---------- | ----------------- | ------ |
| 1 | CMV Excelsior      | Schraard   | Thom Zigterman    | 88     |
| 2 | Fanfare Constantia | Menaldum   | Piet Groeneveld   | 86     |
| 3 | CMV Oranje         | Grootegast | Anne van den Berg | 85     |
| 4 | CMV Wilhelmina     | Oosterend  | Pieter Bosma      | 84     |
| 5 | Onderling Genoegen | Krommenie  | Erik Janssen      | 83     |
| 6 | Oranje             | Dokkum     | Sjoek Nutma       | 82     |

Verplicht uit te voeren werk is Hellehonden van Jan Bosveld

### 3e divisie
Juryleden: Danny Oosterman, Luuk Tuinstra en Tijmen Botma
| # | Orkest              | Plaats         | Dirigent             | Punten |
| - | ------------------- | -------------- | -------------------- | ------ |
| 1 | Halleluja           | Anjum          | Piet Visser          | 89     |
| 2 | CMV Beatrix         | Doezum         | Ido Gerard Kempenaar | 87     |
| 3 | CMV Jehove Nissi    | Stedum         | Jan Werkman          | 86     |
| 4 | Crescendo           | Heeg           | Meine Verbeek        | 85     |
| 5 | CMV Oranje          | Bolsward       | Martijn Veenstra     | 84     |
| 6 | Hallelujah          | Bergum         | Johannes Weening     | 83     |
| 7 | MV Stêd Sleat       | Sloten         | Durk Krol            | 82     |
| 8 | MV Voorne en Putten | Hellevoetsluis | Dominique Capello    | 81     |

Verplicht uit te voeren werk is De Kwelgeest van Rob Goorhuis

### 4e divisie
Juryleden: Rob Goorhuis, Dirk Lautenbach en Danny Oosterman
| # | Orkest            | Plaats       | Dirigent               | Punten |
| - | ----------------- | ------------ | ---------------------- | ------ |
| 1 | De Bazuin         | Augustinusga | Jaap Musschenga        | 84     |
| 2 | De Lofstem        | Suameer      | Christina van der Bijl | 82     |
| 3 | MV Looft den Heer | Boornbergum  | Gatze Verbeek          | 78     |

Verplicht uit te voeren werk is Voyage to Victory van John Blanken

### 5e divisie
Juryleden: Rob Goorhuis, Dirk Lautenbach en Danny Oosterman
| # | Orkest                | Plaats       | Dirigent           | Punten |
| - | --------------------- | ------------ | ------------------ | ------ |
| 1 | CMV Crescendo         | Hijum/Finkum | Wim Dijkstra       | 85.83  |
| 2 | Harmonie              | Beetgum      | Syde van der Ploeg | 85.50  |
| 3 | Jeugdorkest CMV David | Oosterwolde  | Jan Hibma          | 85.17  |
| 4 | Crescendo             | Makkinga     | Rolf Dekker        | 83.83  |
| 5 | Sereno                | Baflo        | Jan Werkman        | 83.50  |
| 6 | CMV Juliana           | Aduard       | Stefan de Groot    | 83.00  |
| 7 | CMV Excelsior         | Burgwerd     | Erik van der Veen  | 80.67  |

Verplicht uit te voeren werk is Flashes for Band van Jean Segers

Bijzonder is te noemen dat de werken voor 1e tot en met de 4e divisie speciaal voor het ONFK 2012 zijn geschreven.

## ONFK 2011
Vrijdag 1 april en zaterdag 2 april waren opnieuw de kampioenschappen, deze werden gehouden in theater 'De Lawei' in Drachten.

### 1e divisie
Juryleden: Rob Goorhuis, Tijmen Botma en Jan van der Roost
| # | Orkest                  | Plaats       | Dirigent           | Punten |
| - | ----------------------- | ------------ | ------------------ | ------ |
| 1 | Eendracht Maakt Macht   | Oudega (ZWF) | Piet Groeneveld    | 90     |
| 2 | Emergo                  | Castricum    | Erik van de Kolk   | 88     |
| 3 | Brabants Fanfare Orkest | Veldhoven    | Frans van Dun      | 87.33  |
| 4 | De Bazuin               | Tzummarum    | Marten Miedema     | 86     |
| 5 | Fanfareorkest CWO       | Groningen    | Thom Zigterman     | 84     |
| 6 | Concordia               | Middelstum   | Siemen Hoekstra    | 83     |
| 7 | Concordia               | Oldebroek    | Marten van der Wal | 82.17  |
| 8 | K.E.S.F.O. Nieuw Leven  | Vianen       | Leon Vliex         | 81.17  |

Het verplicht uit te voeren werk was Sonata da Chiesa van Rob Goorhuis

### 2e divisie
Juryleden: Jacob de Haan, Arie Stolk en Tijmen Botma
| # | Orkest               | Plaats     | Dirigent          | Punten |
| - | -------------------- | ---------- | ----------------- | ------ |
| 1 | CMV Oranje           | Grootegast | Anne van den Berg | 92     |
| 2 | Fanfare Constantia   | Menaldum   | Piet Groeneveld   | 90     |
| 3 | CMV Wilhelmina       | Oosterend  | Andries Kramer    | 88     |
| 4 | Harmonie Slikkerveer | Ridderkerk | Jurgen Nab        | 85     |
| 5 | Arti et Religioni    | Langeraar  | John Brouwer      | 84     |
| 6 | CMV Excelsior        | Schraard   | Thom Zigterman    | 83     |
| 7 | Oranje               | Dokkum     | Sjoek Nutma       | 82     |

Het verplicht uit te voeren werk was Fleodrodum van Eric Swiggers

### 3e divisie
Juryleden: Jacob de Haan, Arie Stolk en Jan van der Roost
| #  | Orkest                      | Plaats            | Dirigent             | Punten |
| -- | --------------------------- | ----------------- | -------------------- | ------ |
| 1  | Euphonia                    | Engwierum         | Tjeerd Barkmeijer    | 92     |
| 2  | CMV Oranje Harmonie         | Hilversum         | Floris van der Kooij | 91     |
| 3  | Beatrix                     | Doezum            | Ido Gerard Kempenaar | 90     |
| 4  | Halleluja Anjum             | Anjum             | Piet Visser          | 89     |
| 5  | CMV Studio                  | It Heidenskip     | Marten Miedema       | 87     |
| 6  | CMV Excelsior               | Oostendorp        | Erik Kluin           | 86     |
| 7  | Chr. Fanfarekorps Concordia | Welsrijp          | Sjoerd de Boer       | 85.5   |
| 8  | Trakai Fanfare Orchestra    | Trakai (Litouwen) | Tadas Sileikas       | 85     |
| 9  | CMV Harmonie                | Sneek             | Jouke Hoekstra       | 84.5   |
| 10 | CMV Burdine                 | Sint Annaparochie | Tjipke Pasma         | 84     |
| 11 | West-Frisia                 | Twisk             | Lieuwe de Jong       | 83.5   |
| 12 | CMV Oranje                  | Bolsward          | Martijn Veenstra     | 82     |

Het verplicht uit te voeren werk was Spirit of Independence van Jan Van der Roost

### 4e divisie
Juryleden: Jacob de Haan, Rob Goorhuis en Arie Stolk
| # | Orkest                    | Plaats       | Dirigent         | Punten |
| - | ------------------------- | ------------ | ---------------- | ------ |
| 1 | De Bazuin                 | Augustinusga | Jaap Musschenga  | 92     |
| 2 | Eensgezindheid            | Tjerkwerd    | Jeanette Valkema | 87     |
| 3 | De Woudklank              | Noordwolde   | Ellis Nijdam     | 85     |
| 4 | Fanfare Korps Voorst      | Voorst       | Hendry van Loo   | 84.33  |
| 5 | Nij Libben                | Koudum       | Roelof Bakker    | 83.33  |
| 6 | Ons Genoegen              | Marssum      | Douwe Veenstra   | 82.83  |
| 7 | Studio                    | Stiens       | Andries Kramer   | 81.33  |
| 8 | Holtense Muziekvereniging | Holten       | Raymond Waanders | 81.33  |

Het verplicht uit te voeren werk was 't Ministerie van Fanfare van Jacob de Haan

### 5e divisie
Juryleden: Jacob de Haan, Rob Goorhuis en Arie Stolk
| # | Orkest           | Plaats       | Dirigent           | Punten |
| - | ---------------- | ------------ | ------------------ | ------ |
| 1 | CMV Crescendo    | Hijum/Finkum | Wim Dijkstra       | 90     |
| 2 | CMV Sursum Corda | Andijk       | Niels Marchal      | 87.67  |
| 3 | Woldhoorn        | Tolbert      | Henk van Ras       | 86.67  |
| 4 | CMV Concordia    | Drachten     | Durk Krol          | 86.17  |
| 5 | Harmonie Akkrum  | Akkrum       | Johannes Reijenga  | 85.67  |
| 6 | Crescendo        | Idskenhuizen | Sipko Feikens      | 84.83  |
| 7 | CMV De Bazuin    | Holwerd      | Reimer Jan Rondaan | 83.33  |
| 8 | Lyts Begjin      | Ried         | Johan Hager        | 82.33  |

Het verplicht uit te voeren werk was Victory van Jan de Haan

## OFFK 2010

### 1e divisie
Juryleden: Jan de Haan, Luc Vertommen en Tijmen Botma
| # | Orkest                        | Plaats        | Dirigent           | Punten |
| - | ----------------------------- | ------------- | ------------------ | ------ |
| 1 | Eendracht Maakt Macht         | Oudega (West) | Piet Groeneveld    | 89     |
| 2 | Concordia                     | Oldebroek     | Marten van der Wal | 88     |
| 3 | Fanfareorkest Brass-aux-Saxes | Westerlo      | Jan van Hove       | 87     |

Het verplicht uit te voeren werk was Grijsoord van Jan Bosveld

### 2e divisie
Juryleden: Jan de Haan, Luc Vertommen en Jan Bosveld
| # | Orkest             | Plaats     | Dirigent          | Punten |
| - | ------------------ | ---------- | ----------------- | ------ |
| 1 | CMV Oranje         | Grootegast | Anne van den Berg | 94     |
| 2 | Fanfare Constantia | Menaldum   | Piet Groeneveld   | 92     |
| 3 | CMV Excelsior      | Schraard   | Thom Zigterman    | 91     |

Het verplicht uit te voeren werk was Flashback van Jan de Haan

### 3e divisie
Juryleden: Jan Bosveld, Anno Appelo en Tijmen Botma
| # | Orkest                      | Plaats   | Dirigent       | Punten |
| - | --------------------------- | -------- | -------------- | ------ |
| 1 | Chr. Fanfarekorps Concordia | Welsrijp | Sjoerd de Boer | 87     |
| 2 | CMV De Eendracht            | Wezep    | Hendry van Loo | 86     |
| 3 | Crescendo                   | Heeg     | Meine Verbeek  | 85     |

Het verplicht uit te voeren werk was Atropos van Kevin Houben

### 4e divisie
Juryleden: Klaas van der Woude, Luc Vertommen en Anno Appelo
| # | Orkest                  | Plaats         | Dirigent               | Punten |
| - | ----------------------- | -------------- | ---------------------- | ------ |
| 1 | Chr. fanfare De Lofstem | Suameer        | Christina van der Bijl | 84     |
| 2 | De Lytse Súdwesthoeke   | Stavoren/Warns | Siemen Hoekstra        | 83.5   |
| 3 | Studio                  | Stiens         | Andries Kramer         | 82     |

Het verplicht uit te voeren werk was Overture Halle 2000 van Johan Evenepoel

### 5e divisie
Juryleden: Klaas van der Woude, Luc Vertommen en Anno Appelo
| # | Orkest        | Plaats          | Dirigent           | Punten |
| - | ------------- | --------------- | ------------------ | ------ |
| 1 | CMV Concordia | Drachten        | Durk Krol          | 88     |
| 2 | Advendo       | Morra/Lioessens | Douwe Draaisma     | 86     |
| 3 | De Bazuin     | Holwerd         | Reimer-Jan Rondaan | 84     |

Het verplicht uit te voeren werk was Bliss van Jacob de Haan